# Octotapnia exotica
Octotapnia exotica är en skalbaggsart som beskrevs av Maria Helena M. Galileo och Martins 1992. Octotapnia exotica ingår i släktet Octotapnia och familjen långhorningar.
Artens utbredningsområde är Paraguay. Inga underarter finns listade i Catalogue of Life.